# Janina Młynarczyk
Janina Młynarczyk (ur. 2 stycznia 1935 w Żydowie, zm. 21 marca 2016 w Kaliszu) – polska snowaczka i działaczka partyjna, poseł na Sejm PRL VII kadencji.

## Życiorys
Córka Władysława i Marianny. Uzyskała wykształcenie zasadnicze zawodowe. Pracowała jako robotnica w Fabryce Wyrobów Runowych „Runotex” w Kaliszu. W 1964 wstąpiła do Polskiej Zjednoczonej Partii Robotniczej, gdzie była II sekretarzem podstawowej organizacji partyjnej, a także zasiadała w egzekutywach Komitetów: Zakładowego i Wojewódzkiego. Była też delegatką na VII Zjazd PZPR. W 1976 uzyskała mandat posła na Sejm PRL w okręgu Kalisz. Zasiadała w Komisji Przemysłu Lekkiego.

## Odznaczenia
- Medal 30-lecia Polski Ludowej